# Floodland (Band)
Floodland ist eine österreichische Dark-Rock-Band.

## Bandgeschichte
Die Band wurde Anfang 1995 von Mitgliedern der Wiener Underground-Bands Vicious Circle und Fast gegründet. Der Bandname bezieht sich auf das zweite Album von The Sisters of Mercy und soll verdeutlichen, welche Art von Musik die Band spielt. Im Dezember 1995 wurde das erste Demo „Chapter One“ veröffentlicht. Wegen Unstimmigkeiten über die musikalische Entwicklung und auf Grund privater Veränderungen verließ Gitarrist Walter Simunek Ende 1996 die Band und wurde durch Martin Swoboda ersetzt. In dieser Besetzung wurde das zweite Demo „Seasons“ eingespielt, auf dem erstmals Keyboards zu hören sind. Das mit 300 Stück aufgelegte Demo war rasch ausverkauft und führte zum ersten Plattenvertrag beim Independent-Label Serpent Qui Danse.
Anfang 1998 wurde in den Wiener Future Sound Studios das Debütalbum „The Now And Here Is Never“ aufgenommen und im Oktober 1998 in Österreich, Deutschland, der Schweiz, Italien und in Dänemark veröffentlicht. Es folgten Auftritte beim Forestglade-Festival in Wiesen als Vorband für Marilyn Manson und im Wiener Planet Music im Vorprogramm von The Gathering. Im Jahr 2000 nahm die Band ein weiteres Demo mit dem Titel „Coming Home Tonight“ auf und konnte einen Plattenvertrag bei NSM abschließen.
Vor die Wahl gestellt, mit der Band ein Album aufzunehmen oder seine eigenen musikalischen Projekte voranzutreiben, entschied sich Gitarrist Martin Swoboda im April 2000, die Band zu verlassen. Nachdem kein geeigneter Nachfolger gefunden werden konnte, beschlossen die Musiker, statt des zweiten Gitarristen einen Sequencer einzusetzen. Unter Leitung des tschechischen Musikproduzenten Milos Dolezal wurde im Sommer 2000 das zweite Album „Ocean Of The Lost“ in den Hacienda Studios in Žirovnice aufgenommen. Zu den Gastmusikern gehörte Ivan Myslikovian, Saxophonist des New Yorker Orchestre of Modern Art oder Zuzana Zamazalová, Sängerin von Silent Stream of Godless Elegy.
Bald nach der Veröffentlichung im April 2001 erhielt die Band das Angebot, einen Song für einen Rammstein-Tribute-Sampler beizusteuern. Neben „Heirate mich“ wurde unter Leitung von Milos Dolezal der Song „Seemann“ eingespielt, beide sind auf dem 2002 veröffentlichten Sampler „Battery“ vertreten. Die Aufnahmen zu einer Coverversion des Grateful-Dead-Songs „Dark Star“ wurden zwar begonnen, aber nicht abgeschlossen. Wenig später wechselte die Band zu Wait And Bleed und begann mit den Aufnahmen zum dritten Studioalbum „Decay“. 2004 waren sie mit „A Forest“ auf dem The-Cure-Tribute-Sampler „Our Voices“ vertreten. Anfang 2005 erschien anlässlich des 10-jähriges Bestehen der Band das Album „10 Years – 10 Songs“.
Ende 2005 bis Sommer 2006 schrieb die Band insgesamt 17 Stücke für das vierte Studioalbum, das ursprünglich „Vienna“ heißen sollte. Zehn Songs davon sollten teilweise neu arrangiert auf dem Album zu hören sein. Überraschend verließ Schlagzeuger Markus Schmid die Band und wurde durch Robert Glajcar von der Wiener Band Yellow Glass ersetzt. Ende April 2008 wurde das Album unter dem Titel „Nameless“ auf dem bandeigenen Label Flood Records veröffentlicht und daneben über Rebeat als Download bereitgestellt.
Die Kritiken waren überwiegend positiv, so schreibt etwa der Sonic Seducer: „Niemals zuvor schienen Floodland musikalisch melancholischer, besinnlicher, andächtiger und gleichzeitig insgesamt emotionaler agiert zu haben“. Das österreichische Planet-Magazin nannte das Album ein Meisterwerk und Der Kurier schrieb: „Mit unermüdlicher Ausdauer widmen sich Floodland der musikalischen Verdunklung.“
2009 wurde die Auflösung der Band bekanntgegeben.

## Diskografie

### Alben
- The Now And Here Is Never (1998, Serpent Qui Danse)
- Ocean Of The Lost (2001, NSM Record/Wait & Bleed)
- Decay (2003, Wait & Bleed/SPV, Napalm Records)
- Nameless (2008, Flood Records)

### Sonstige Veröffentlichungen
- Chapter One (1995, Eigenvertrieb), Demo
- Seasons (1997, Eigenvertrieb), Maxi / Demo
- Coming Home Tonight (2000, Eigenvertrieb), Demo
- 10 Years, 10 Songs (2005, Eigenvertrieb), Best-Of